# 麥迪遜前鋒足球會
麥迪遜前鋒足球會(Forward Madison FC）是一支位於美國威斯康辛州麥迪遜的職業足球會，目前於美國足球甲級聯賽角逐。

## 外部連結
- 官方网站